# Александр (Могилёв)
Митрополи́т Алекса́ндр (в миру Алекса́ндр Генна́диевич Могилёв; род. 18 мая 1957, Киров) — епископ Русской православной церкви; митрополит Астанайский и Казахстанский, глава Казахстанского митрополичьего округа, постоянный член Священного синода РПЦ.

## Биография
Родился 18 мая 1957 года в семье рабочего в городе Кирове Кировской области.
C 1963 по 1974 годы обучался в средней общеобразовательной школе № 14 Кирова.
В 1975 году поступил в Ленинградскую духовную семинарию, которую закончил в 1977 году по первому разряду.
С 1977 по 1980 год обучался в Ленинградской духовной академии (не окончил).
В 1979 году был направлен в Киров, где до 1983 года был личным секретарём епископа Кировского и Слободского Хрисанфа (Чепиля).
1 августа 1983 года епископом Кировским и Слободским Хрисанфом рукоположён в сан диакона. 2 августа им же рукоположён в сан иерея.
С декабря 1983 года — ключарь Серафимовского кафедрального собора в городе Кирове.
В 1985 году возведён в сан протоиерея.
С 1986 года по 1989 год — секретарь Кировского епархиального управления.
С ноября 1987 года — настоятель Серафимовского кафедрального собора в городе Кирове.
13 сентября 1989 года Патриархом Московским и всея Руси Пименом и Священным синодом Русской Православной Церкви избран епископом Костромским и Галичским.
21 сентября 1989 года пострижён в монашество с именем Александр в честь преподобного Александра Свирского.
24 сентября 1989 года возведён в сан архимандрита.
27 сентября 1989 года в Богоявленском соборе города Москвы хиротонисан в сан епископа Костромского и Галичского. Хиротонию совершили: митрополит Ростовский и Новочеркасский Владимир (Сабодан), архиепископ Владимирский и Суздальский Валентин (Мищук), Краснодарский и Кубанский Исидор (Кириченко), Кировский и Слободской Хрисанф (Чепиль), епископы Филиппопольский Нифон (Сайкали), Калининский и Кашинский Виктор (Олейник) и Азовский Сергий (Полеткин).
В 1990 году заочно окончил Московскую духовную академию со степенью кандидата богословия за сочинение «Священномученик Никодим, архиепископ Костромской и Галичский (1868—1938 гг.)».
8 мая 1990 года решением Священного Синода включён в состав Синодальной Библейской комиссии.
В 1990—1993 годы был депутатом Костромского областного Совета народных депутатов.
25 января 1991 года на I Съезде православной молодёжи был избран председателем Всецерковного православного молодёжного движения.
С 18 февраля 1992 года — член комиссии по подготовке и проведению в 1992 году празднования 600-летия со дня преставления преподобного Сергия Радонежского.
С апреля 1992 года — председатель Комиссии по изучению деятельности спецслужб в Церкви.
Со 2 ноября по 17 декабря 1993 года временно управлял Ярославской и Ростовской епархией.
25 февраля 1994 года возведён в сан архиепископа.
26 февраля 1994 года — член Синодальной богословской комиссии.
С 11 ноября 1994 года по 19 апреля 2000 года — член Совета по делам молодёжи при Президенте Российской Федерации.
С 2000 года — председатель Синодального отдела по делам молодёжи.
13 ноября 2008 года архиепископу Александру присвоена степень доктор богословия Ужгородской богословской академии имени святых равноапостольных Кирилла и Мефодия.
5 марта 2010 года решением Священного Синода архиепископ Астанайский и Алма-Атинский с поручением временного исполнения обязанностей председателя Отдела по делам молодёжи. 26 июля 2010 года решением Священного Синода присвоен титул Астанайский и Казахстанский. 28 июля 2010 года за богослужением в Киево-Печерской лавре Патриархом Кириллом возведён в сан митрополита.
6 октября 2010 года Священный синод принял решение освободить митрополита Астанайского и Казахстанского Александра от должности председателя Синодального отдела по делам молодёжи, а также назначить его временно управляющим Карагандинской епархией.
26 июля 2011 введён в состав комиссии по правам человека при Президенте Республики Казахстан.
5 октября 2011 года, будучи митрополитом Астанайским и Казахстанским, включён в число постоянных членов Священного синода Русской православной церкви, а также назначен временным управляющим Кокшетауской епархией (управлял до 23 октября 2013).
Распоряжением патриарха Кирилла от 14 марта 2012 назначен настоятелем храма святых мучениц Веры, Надежды, Любови и матери их Софии на Миусском кладбище в Москве — Патриаршего подворья и представительства Митрополичьего округа Русской православной церкви в Республике Казахстан.
4 декабря 2017 года патриархом Кириллом удостоен права ношения второй панагии.
25 августа 2020 года решением Священного Синода поручено временное управление Костанайской епархией.
С 2021 года — временный управляющий Чимкентской епархии.
С 24 марта 2022 года — временный управляющий Уральской и Атырауской епархии.
С 25 августа по 29 декабря 2022 года — исполняющий обязанности ректора Алма-Атинской духовной семинарии.

## Публикации
- Костромской епархии 250 лет // 250 лет Костромской епархии. Юбилейная брошюра по случаю 250-летия Костромской епархии. Кострома — Мюнхен, 1994. — С. 8—19.
- Молодежь на служении Русской Православной Церкви на пороге XXI века // Сборник пленарных докладов VIII Международных Рождественских образовательных чтений. — М. : Отдел религиозного образования и катехизации Русской Православной Церкви, 2000. — С. 105—122.
- Доклад // Юбилейный Архиерейский Собор РПЦ, 13—16 августа 2000 г.: Мат-лы.—  М., 2001. — С. 227—232;
- Синодальный отдел по делам молодежи: задачи и перспективы // Сборник пленарных докладов IX Международных Рождественских образовательных чтений. — М. : Отдел религиозного образования и катехизации Русской Православной Церкви, 2001. — 304 с. — С. 90-103
- Доклад [на Съезде православной молодежи] // Журнал Московской Патриархии. — 2001. — № 6. — С. 52-61.
  - Выступление на Съезде православной молодежи // Сретение: Отдел по делам молодежи Московского Патриархата. — 2001 — № 2. — 36 c.
  - Русская Православная Церковь и молодежь на рубеже тысячелетий // Съезд Православной молодежи 13 — 16 мая 2001 года в Москве. — М. : Отдел по делам молодежи Московского Патриархата, 2001. — 152 с.
- Молодёжное служение Русской Православной Церкви после майского съезда православной молодёжи // Сборник пленарных докладов Х Международных Рождественских образовательных чтений. — М.: Отдел религиозного образования и катехизации Русской православной церкви, 2002. — 352 с. — С. 60—73;
- История не оставила нам времени для раздумий и строго накажет нас за упущенные возможности // Всероссийское православное молодежное движение: миссия к молодежи: сборник материалов. — М.: [б. и.], 2002. — 64 с. — С. 5—7.
- Выступление на съезде православной молодежи Южного федерального округа // Журнал Московской Патриархии. — 2004. — № 1. — С. 33—39.
- Православное молодежное служение как способ преодоления демографического кризиса в России // Духовно-нравственные основы демографического развития России: материалы церковно-общественного форума 18 — 19 октября 2004 г. — М., 2005. — С. 61-71.
- Нельзя человеку пренебрегать религиозной верой // Сретение: Отдел по делам молодежи Русской Православной Церкви. — 2005. — № 6. — С. 4—5.
- Вступительное слово // Обретенное поколение: сборник материалов к 15-летию возрождения молодежного служения в Русской Православной Церкви и 5-летию создания Отдела по делам молодежи Московского Патриархата. — М.: Отдел по делам молодежи Московского Патриархата, Издательство Крутицкого подворья, 2006. — С. 3—4.
- Доклад на юбилейном Архиерейском Соборе Русской Православной Церкви 15 августа 2000 года // Обретенное поколение: сборник материалов к 15-летию возрождения молодежного служения в Русской Православной Церкви и 5-летию создания Отдела по делам молодежи Московского Патриархата. — М. : Отдел по делам молодежи Московского Патриархата, Издательство Крутицкого подворья, 2006. — С. 66—74.
- Речь на Втором съезде православной молодежи 13 мая 2001 года // Обретенное поколение: сборник материалов к 15-летию возрождения молодежного служения в Русской Православной Церкви и 5-летию создания Отдела по делам молодежи Московского Патриархата. — М.: Отдел по делам молодежи Московского Патриархата, Издательство Крутицкого подворья, 2006. — С. 81—100.
- Ставленая грамота ветлужского священника Иакова (1664 год) // Сборник, посвященный 400-летию со дня рождения и 325-летию со дня преставления Никона Святейшего Патриарха Московского и всея Руси. — М.: Православный Свято-Тихоновский Гуманитарный Университет, 2006. — С. 180—185.
- Выступление на I Молодежных Рождественских чтениях // Журнал Московской Патриархии. — 2007. — № 3. — С. 23-27.
- Протоиерей Павел Острогский (1877—1937): жизнь и подвиг // Костромские епархиальные ведомости. — 2009 — № 5.
- Доклад митрополита Астанайского и Казахстанского Александра на Всеказахстанском православном съезде // patriarchia.ru, 12 июня 2013
- Митрополит Астанайский Александр: «Молитвами сонма новомучеников и исповедников Церкви нашей Господь приклонил милость Свою к людям, живущим на Вятской земле». К 25-летию возрождения Великорецкого крестного хода // patriarchia.ru, 4 июня 2014
- Митрополит Астанайский и Казахстанский Александр: «Его исповеднический подвиг учит нас тому, что нет такой силы в мире, которая могла бы превозмочь силу Божию». К 60-летию со дня преставления священноисповедника Николая, митрополита Алма-Атинского // mitropolia.kz, 24.10.2015
- «Лучше ошибиться в любви, чем в неприязни к людям». К 30-летию преставления архиепископа Тихвинского Мелитона (Соловьева) // patriarchia.ru, 7 ноября 2016
- Духовнаго оптинскаго старчества преемниче // Журнал Московской Патриархии. — 2017. — №  4. — С. 48—55.
- «Костромского края украшение». Памяти Священномученика Никодима (Кроткова), архиепископа Костромского и Галичского // Ипатьевский вестник : научно-богословский журнал. — 2017. — Вып. 5. — С. 55—74.

- Священномученик Никодим: жизнь, отданная Богу и людям. — Кострома, 2001. — 350 с. — 15 000 экз. — ISBN 5-7668-0154-8.
- У костра: пособие для священнослужителей и мирян по религиозному воспитанию в летних лагерях. — М.: Издательство Крутицкого подворья: Отдел по делам молодежи Московского Патриархата, 2004. — 124 с.
- Чудотворная Феодоровская икона Божией Матери. — Кострома: Костромская епархия Русской Православной Церкви, 2004. — 64 с.
- Священномученик протоиерей Иосиф Смирнов (1864—1918). — Кострома, 2003. — 74 с. — 3000 экз.
- Преподобный Тимон, старец Надеевский. — Кострома: Костромская епархия Русской Православной Церкви, 2004. — 120 с. — 10 000 экз.
- История учреждения Костромской епархии. — Кострома: Костромская епархия Русской Православной Церкви, 2004. — 40 с.
- Костромская Одигитрия. Чудотворная Смоленская икона-фреска Божией Матери. — Кострома, 2005. — 143 с.
- Преосвященный Александр (Кульчицкий), православный миссионер (1826—1888). Жизнеописание. — М.: Наша Родина, 2012. — 301 с. — ISBN 978-5-9902460-5-8.
- Больше всего на свете люби церковь Божию: Проповеди, слова и речи, интервью, статьи, выступления. — Астана, 2017. — 513 с.
- Человек веры и человек церкви: посвящается 80- летию со дня рождения первого митрополита Вятского и Слободского Хрисанфа (Чепиля). — Алма-Ата, 2017. — 88 с.

- Ответить на вопрошания духа человеческого / интервью — ответы: Александр, епископ Костромской и Галичский, интервью — вопросы: Чаплин В. // Журнал Московской Патриархии. — 1990. — № 12. — С. 22—23.
- «Время сотворить благо…» / интервью — ответы: Александр, епископ Костромской и Галичский, интервью — вопросы: Комаров Е. // Журнал Московской Патриархии. — 1991. № 5. — С. 28—29.
- «Молиться, трудиться и делать добро людям»: Беседа // Церковь и время. — 1999. — № 1. — С. 120—133.
- Духовно здоровая молодежь — залог стабильности и процветания России (интервью) // Журнал Московской Патриархии. — 2002. — № 9. — С. 73—75.
- Не уставать в делании добра (интервью) / интервью — ответы: Александр, архиепископ Костромский и Галичский, Председатель Отдела по делам молодежи Русской Православной Церкви // Журнал Московской Патриархии. — 2003. — № 5. — С. 24—28.
- Булатова Л. Архиепископ Костромской и Галичский Александр: «Пора отказаться от общения с молодежью XXI столетия на языке века девятнадцатого» // Рязанский Церковный Вестник: Издание Рязанской епархии. — 2003. — № 4. — С. 37—43.
- Митрополит Астанайский Александр: «Сегодня каждый служитель Церкви Божией призван разделить заботы о должном устроении церковной жизни» // patriarchia.ru, 1 января 2012
- Митрополит Астанайский и Казахстанский Александр: «Молитвенное общение со святыми — потребность верующего сердца» // patriarchia.ru, 10 января 2012
- Митрополит Астанайский и Казахстанский Александр: «Знаменательная дата 140-летия Туркестанской епархии побуждает нас благодарно вспомнить труды православных подвижников прошлого» // patriarchia.ru, 12 мая 2012
- Митрополит Астанайский и Казахстанский Александр: «Пример людей, исполненных пламенною любовью к Богу, питает и наше сердце» // patriarchia.ru, 4 ноября 2012
- Митрополит Астанайский и Казахстанский Александр: «В таинстве Евхаристии черпаю силы и духовную радость» // mitropolia.kz, 31.12.2013
- Митрополит Астанайский и Казахстанский Александр: «Настоящая жизнь православного человека — это ежедневное и ежечасное сораспятие Христу» // mitropolia.kz, 25.09.2014
- Интервью главы Казахстанского митрополичьего округа по итогам 2014 года // patriarchia.ru, 29 декабря 2014
- Гребенников А. The Person // Teens and People : журнал. — 2018. — Май (№ 2(10)). — С. 10—11. — ISSN 2523-4994.

## Награды
церковные
- Орден святого равноапостольного великого князя Владимира II степени (18 мая 2012 года) — во внимание к усердному архипастырскому служению и в связи с 55-летием со дня рождения[12];
- Орден преподобного Сергия Радонежского II степени;
- Орден святого благоверного князя Даниила Московского II степени;
- Орден преподобного Серафима Саровского II степени;
- Орден святителя Иннокентия, митрополита Московского и Коломенского, III степени;
- Синодальный Знаменский орден Русской Православной Церкви Заграницей I степени;
- Орден Украинской Православной Церкви преподобного Нестора Летописца I степени;
- Орден Православной Церкви Казахстана «Алғыс» («Благодарение») (2012 год)[13];
- Золотая звезда святых Кирилла и Мефодия «За весомый вклад в деятельность Православной Церкви» (Православная церковь Чешских земель и Словакии, 2012 год)[13];
- Орден св. ап. Андрея Первозванного УПЦ (2012)[14];
- Орден священноисповедника Николая, митрополита Алма-Атинского и Казахстанского (2013 год)[15];
- Орден Среднеазиатского Митрополичьего округа священноисповедника Луки, архиепископа Крымского, II степени (2014 год);
- Орден преподобноисповедника Севастиана Карагандинского (2014 год);
- Орден Белорусской Православной Церкви Креста преподобной Евфросинии Полоцкой (2014 года);
- Орден преподобномучеников Серафима и Феогноста Алма-Атинских (2015 год);
- Орден Среднеазиатского Митрополичьего округа священноисповедника Луки, архиепископа Крымского, I степени (2015 год);
- Орден «За заслуги перед Православной Церковью Казахстана» (2017 год);
- Орден Польской Православной Церкви святой равноапостольной Марии Магдалины II степени (2017 год);
- Медаль святой великомученицы Анастасии Узорешительницы II степени (Синодальный отдел по тюремному служению) (2017 год);
- Медаль к 145-летию основания Туркестанской епархии (2017 год);
- Орден святителя Иннокентия, митрополита Московского и Коломенского I степени за миссионерское и просветительское служение (2017 год).
- Орден святителя Иннокентия, митрополита Московского и Коломенского II степени (18 мая 2022 год)[16]

государственные
- Орден «За заслуги перед Отечеством» III степени (10 сентября 2017) — за большой вклад в укрепление межнационального и межконфессионального мира и согласия в обществе[17];
- Орден «За заслуги перед Отечеством» IV степени (16 марта 2007) — за большой вклад в развитие духовных и культурных традиций[18];
- Орден Александра Невского (24 августа 2021) — за большой вклад в сохранение и развитие духовных и культурных традиций, активную просветительскую и миротворческую деятельность, направленную на укрепление дружбы между народами России и Казахстана[19];
- Орден Почёта (17 июня 1999) — за заслуги перед государством, большой вклад в укрепление дружбы и сотрудничества между народами, многолетнюю плодотворную деятельность в области культуры и искусства[20];
- Орден Дружбы народов (14 июля 1994) — за активную миротворческую и благотворительную деятельность[21];
- Юбилейная медаль «За заслуги перед городом Костромой» (27 июня 2002) — в ознаменовании 850-летия основания города Костромы, за большой личный вклад в развитие экономического и духовного потенциала города Костромы, обеспечение благополучия населения, совершенствование системы городского самоуправления, повышения авторитета Костромы в Российской Федерации и за рубежом[22];
- Медаль ордена «За заслуги перед Астраханской областью» (30 сентября 2008) — за большой вклад в возрождение духовно-нравственных традиций и православных ценностей[23];
- Почётный доктор наук Московской государственной академии тонкой химической технологии имени М. В. Ломоносова;
- Почётный гражданин Костромской области (2009)[24];
- Почётная грамота Президента Российской Федерации (8 июня 2012) — за заслуги в развитии духовно-нравственных традиций и активную просветительскую деятельность[25][26].
- Медаль «20 лет независимости Республики Казахстан»[27];
- Орден «Курмет» (2012, Казахстан)[28];
- Почётный гражданин Костромы (10 июля 2014)[29];
- Юбилейная медаль «20-летие Ассамблеи народа Казахстана» (13 мая 2015)[30]
- Медаль «25 лет независимости Республики Казахстан» (29 ноября 2016);
- Орден Парасат (5 декабря 2017, Казахстан) — за заслуги в государственной и общественной деятельности, за значительный вклад в социально-экономическое и культурное развитие страны, укрепление дружбы и сотрудничества между народами[31]
- Юбилейная медаль «20 лет Астане» за значительный вклад в становление и развитие Республики Казахстан и ее столицы (в соответствии с Указом Президента Республики Казахстан Н. А. Назарбаева от 17 апреля 2018 года)[32];
- Орден «Первый Президент Республики Казахстан — Лидер Нации Нурсултан Назарбаев» (2 декабря 2021, Казахстан)[33].
- Нагрудный знак МИД России «За вклад в международное сотрудничество» (18 марта 2022, Министерство иностранных дел Российской Федерации) — за значительный личный вклад в развитие международного сотрудничества, популяризацию русского языка и культуры за рубежом[34].